# Photorhabdus luminescens
Photorhabdus luminescens (лат.) — вид бактерий из семейства Morganellaceae порядка Enterobacterales, смертельный патоген насекомых.

## Жизненный цикл

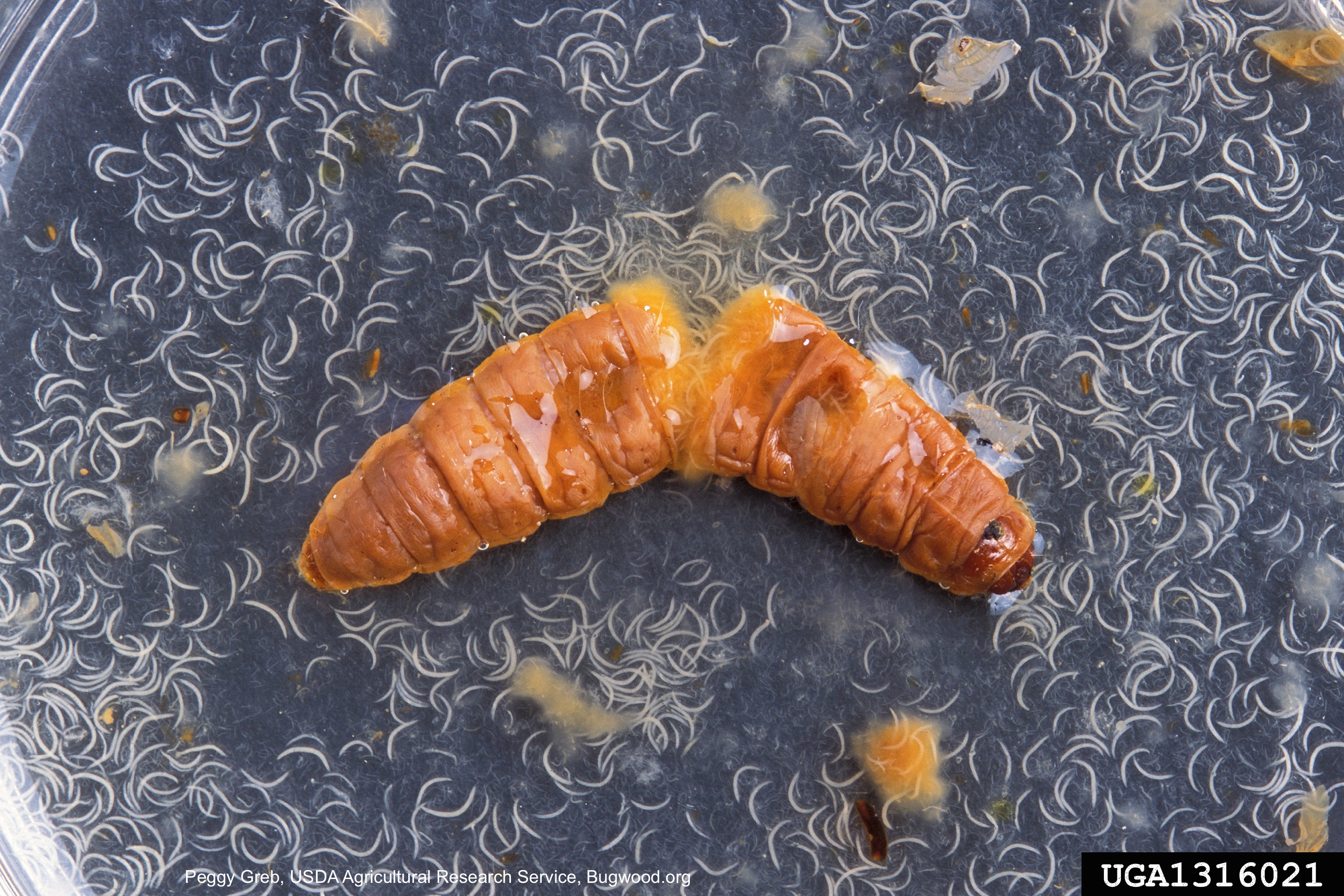
Выход нематод — симбионтов бактерии — из куколки восковой моли

Обитает в кишечнике энтомопатогенных нематод семейства Heterorhabditidae. Когда нематода проникает в насекомое, P. luminescens выпускается в полость тела и вскоре (примерно за 48 часов) убивает насекомое-хозяина токсинами, в частности, белковым токсином Tca (toxin complex a). P. luminescens производит также белковый токсин называемого mcf (англ. makes caterpillars floppy — «делает гусениц болтающимися»), который кодируется одним геном.
Также ими производятся энзимы, разрушающие тело насекомого и преобразующие его в вещества, которыми могут питаться и нематоды, и бактерии. Таким образом обе группы организмов получают достаточно питательных веществ для нескольких циклов размножения. Бактерии поселяются в вакуолях клеток ректальных желёз нематод, а когда они лопаются — выходят в полость тела червя и попадают в развивающихся там молодых нематод. Когда они выходят наружу, с ними вместе бактерия инфицирует новых насекомых.

### Две генетические формы
P. luminescens встречается в двух формах, разительно отличающихся по свойствам. В мутуалистической M-форме она живёт в кишечнике нематод; это мелкие (0,8×1,2 мкм), образующие в искусственной среде небольшие прозрачные колонии бактерии, практически не светящиеся. Патогенная P-форма, напротив, представлена крупными (1,2×4,4 мкм), заметно светящимися бактериями, в искусственной среде их колонии крупные и непрозрачные; они и вырабатывают токсины, энзимы и антибиотики, и быстрее размножаются. При этом только M-форма может прикрепляться к стенкам кишечника червя и передаваться дальше.
Для симбиоза с червём должна работать группа генов бактерии mad (от англ. maternal adhesion). Ими управляет участок-промотор madswitch, который претерпевает частые инверсии и то включается (M-форма), то выключается (P-форма) у разных поколений бактерий. Переходы между формами относительно случайны. За переход из M-формы в P-форму (вероятность 4,30·10−5) отвечает расположенная в геноме рядом с madswitch ДНК-инвертаза madR, из P-формы в M-форму (вероятность 1,23·10−3) — расположенная в другом месте генома инвертаза madO. По-видимому, в природных условиях соотношение двух форм регулируется в основном естественным отбором, который, таким образом, оказывается включён в жизненный цикл паразитов-симбионтов.

## Доставка токсинов внутрь клеток насекомого
Комплекс токсинов состоит из трёх частей: TcA, TcB и TcC (ABC-токсин). Элемент TcC, разрушающий цитоскелет клетки насекомого, проникает сквозь мембрану с помощью комплекса основных компонентов, представляющего собой молекулярный «шприц», который плавает в теле насекомого отдельно от самой бактерии. Компонент TcA пентамеризуется и создаёт в мембране канал «в форме вувузелы» шириной около 1,5 нм, окружённый крупной внешней оболочкой. Внедрение в мембрану осуществляется как при низких, так и при высоких значениях pH; последним объясняется активность токсина непосредственно в средней кишке насекомого. Втягиваясь в канал, компонент TcC претерпевает изменение, переходя в активную форму; из него он впрыскивается в цитоплазму и начинает свою разрушительную работу.

## Другие особенности биологии

3,5-дигидроксид-4-изопропил-транс-стильбен

Бактериальным симбионтом P. luminescens нематод Heterorhabditis megidis производится 3,5-дигидроксид-4-изопропил-транс-стильбен. Эксперименты с заражёнными личинками большой восковой моли свидетельствуют в пользу антибиотических свойств этого соединения, что помогает уменьшить конкуренцию со стороны других микроорганизмов и предотвращает разложение трупа насекомого, заражённого нематодами.
P. luminescens обладает биолюминесценцией, назначение которой, однако, до конца не выяснено; предположительно, свечение должно приманивать насекомых для заражения. Сообщалось, будто инфицирование этой бактерией ран солдат Гражданской войны в США сопровождалось свечением ран, и производимые микроорганизмом антибиотики помогали солдатам выживать. Данный феномен был прозван «ангельское сияние» (англ. Angel's glow).
Геном P. luminescens был секвенирован. Он содержит код протеина MACPF, но у этой молекулы не обнаруживается растворяющих свойств. Также там есть ген gcvB-РНК, кодирующий небольшую некодирующую РНК, участвующую в регуляции нескольких транспортных систем аминокислот, а также генов биосинтеза аминокислот.